# Agrotrigia urunchaica
Agrotrigia urunchaica är en gräsart som beskrevs av Kotukhov. Agrotrigia urunchaica ingår i släktet Agrotrigia och familjen gräs. Inga underarter finns listade i Catalogue of Life.